# 케레스
케레스(Ceres)는 로마 신화에 등장하는 곡물의 여신이다. 그리스 신화의 데메테르와 동일시된다. 사투르누스와 옵스의 딸이다. 케레스는 고대 로마 종교에서 농업, 곡물 작물, 다산과 모성 관계의 여신이었다. 그녀는 원래 로마의 이른바 평민 또는 아벤티네 트리아드(농부 계층)의 중심 신이었고, 로마인이 “케레스의 그리스 의식”으로 묘사한 것에서 그녀의 딸 프로세르피나와 짝을 이루었다. 그녀의 4월 7일 축제 세레알리아에는 인기 있는 루디 세리알레스(케레스의 게임)가 포함되었다. 그녀는 또한 암바르발리아 축제, 추수기, 로마 결혼 및 장례 의식 동안 들판의 5월 루스트라티오(결혼식)에서 영예를 받았다. 그녀는 일반적으로 성숙한 여성으로 묘사된다.
케레스는 로마의 많은 농업 신들 중 그리스 신화의 올림포스 12신에 해당하는 디 콘센테스에 포함된 유일한 신이다. 로마인들은 그녀를 그리스 여신 데메테르의 상대자로 여겼는데, 그의 신화는 로마 예술과 문학에서 케레스를 위해 재해석되었다.
케레스는 시칠리아의 수호신으로, 유피테르에게 하늘에도 시칠리아를 만들어줄 것을 부탁했다. 그것이 삼각형 모양의 시칠리아와 닮은 삼각형자리이고, 고대 로마에서는 이를 ‘시칠리아’로 불렀다. 왜행성 1 세레스와 세륨이 케레스의 이름에서 왔다.

## 같이 보기
- 콘수스